# کیم هیورا
کیم هیورا (کره‌ای: 김히어라؛ زادهٔ ۱۸ مارس ۱۹۸۹) بازیگر اهل کره جنوبی است. او به خاطر ایفای نقش در افتخار (۲۰۲۲ –۲۰۲۳) به شهرت رسید.

## فیلم‌شناسی

### مجموعه تلویزیونی
| سال  | عنوان                | نقش              | توضیحات                 |
| ---- | -------------------- | ---------------- | ----------------------- |
| ۲۰۲۱ | فراتر از شیطان       | بانگ جو سون      | حضور افتخاری (قسمت ۱)   |
| ۲۰۲۱ | پلی‌لیست بیمارستان ۲  | آن سونگ جو       | حضور افتخاری (قسمت ۷)   |
| ۲۰۲۱ | بد و دیوانه          | رئیس یونگ        | [ ۴ ]                   |
| ۲۰۲۲ | پیش‌بینی عشق و آب‌وهوا | زن در متل        | حضور افتخاری (قسمت ۵–۶) |
| ۲۰۲۲ | وکیل وو خارق‌العاده   | گه هیانگ شیم     | حضور افتخاری (قسمت ۶)   |
| ۲۰۲۲ | دادستان بد           | منشی ته هیون ووک | [ ۶ ]                   |
| ۲۰۲۳ | شکارچیان شگفت‌انگیز   |                  | فصل ۲                   |

### مجموعه اینترنتی
| سال        | عنوان  | نقش      | توضیحات |
| ---------- | ------ | -------- | ------- |
| ۲۰۲۲ –۲۰۲۳ | افتخار | لی سا را | [ ۸ ]   |